# Jean Chmielewski
Jean Anne Chmielewski ist eine US-amerikanische Chemikerin (Bioorganische Chemie).
Chmielewski studierte an der St. Joseph’s University mit dem Bachelor-Abschluss 1983 und wurde 1988 an der Columbia University bei Ronald Breslow promoviert. Als Post-Doktorandin war sie an der Rockefeller University bei E. T. Kaiser und der University of California, Berkeley bei Peter Schultz. Sie wurde 1990 Assistant Professor und ist Alice Watson Kramer Distinguished Professor für Organische Chemie an der Purdue University. Sie ist in der Weldon School of Biomedical Engineering.
Sie ist ein Pionier in der Entwicklung von Peptiden, die Protein-Protein-Wechselwirkungen unterbrechen. Das untersucht sie z. B. bei HIV und Anthrax (Identifizierung eines Inhibitors für den Anthrax Lethal Factor) und beim ABC-Transporter P-Glycoprotein, die Multiple Drug Resistance bei Krebszellen verursachen. Sie befasst sich mit Bionanotechnologie und speziell der Entwicklung neuer Biomaterialien für die regenerative Medizin (Wundheilung), zum Beispiel solcher Triple-Helix-Struktur von Kollagen, und funktionalisierter Gold-Nanopartikel für die Biopolymer-Erkennung, -Assemblierung und -Ligation. Außerdem entwickelt sie Methoden (wie Dendrimer- und Polyprolin-Strukturen), die den Eintritt kleiner Moleküle und Biopolymere in Zellen erleichtern, und zum Beispiel Antibiotika in Zellen zu bringen, um pathogene intrazelluläre Bakterien anzugreifen. Sie entwickelte Folat-konjugierte Hydrogel-Nanopartikel, die für Krebszellen mit Folat-Rezeptor toxisch sind.
2003 erhielt sie den Arthur C. Cope Scholar Award, 2001 den Agnes Fay Morgan Research Award, 2011 den Edward Leete Award der American Chemical Society, 2015 den Vincent du Vigneaud Award und die Garvan-Olin-Medaille 2025. Sie erhielt mit dem Charles R. Murphy Award die höchste Auszeichnung für Lehre der Purdue University. Sie ist Mitglied der American Association for the Advancement of Science.